# Saint-Médard (Indre)
Saint-Médard is een gemeente in het Franse departement Indre (regio Centre-Val de Loire) en telt 44 inwoners (2009). De plaats maakt deel uit van het arrondissement Châteauroux.

## Geografie
De oppervlakte van Saint-Médard bedraagt 12,0 km², de bevolkingsdichtheid is dus 3,7 inwoners per km².
De onderstaande kaart toont de ligging van Saint-Médard (Indre) met de belangrijkste infrastructuur en aangrenzende gemeenten.

## Demografie
Onderstaande figuur toont het verloop van het inwonertal (bron: INSEE-tellingen).